# Stoppa

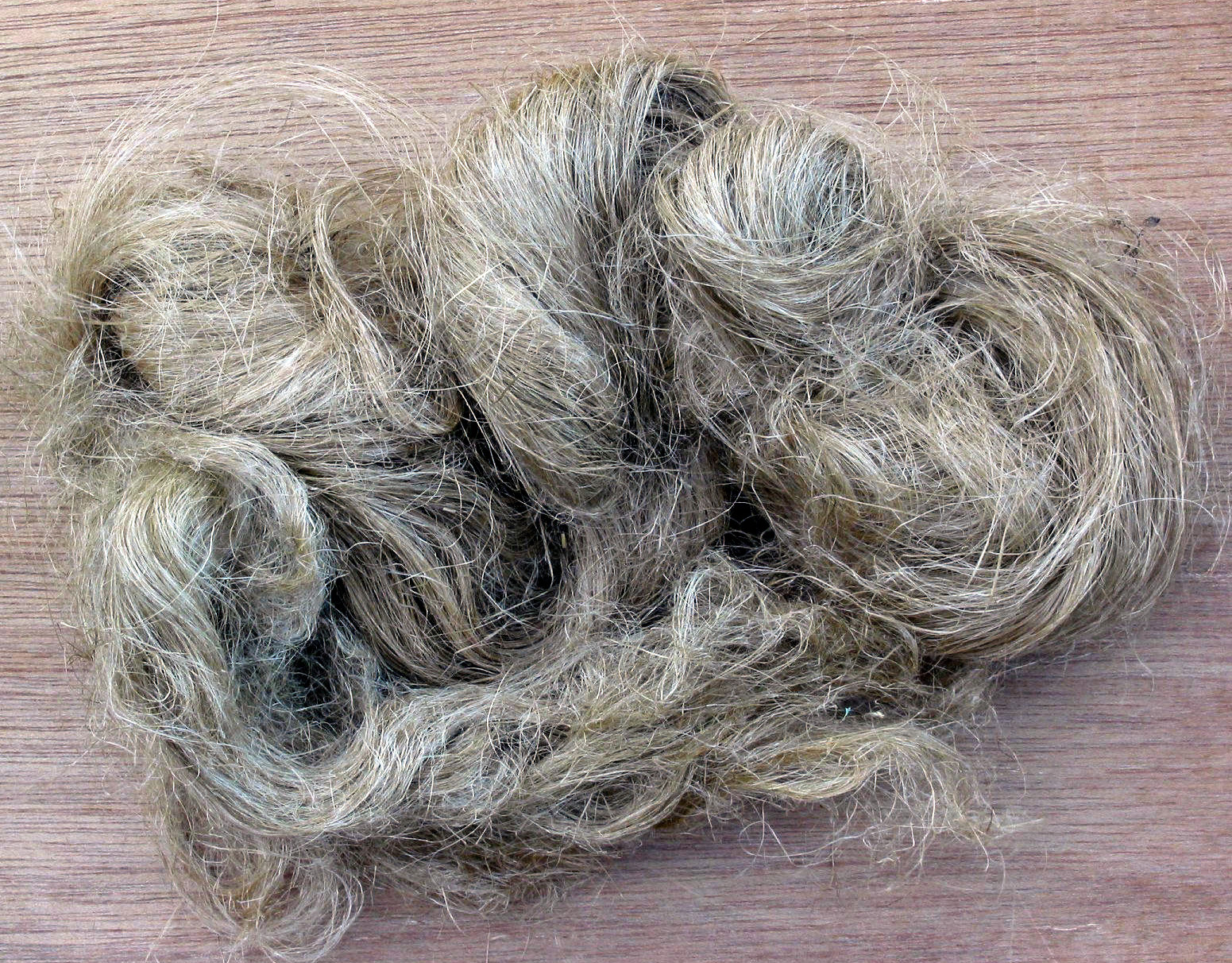
Stoppa ricavata dalla fibra di Cannabis sativa

La stoppa (dal latino stuppa e dal greco antico Στύππη, styppe; anticamente anche stoppia) è il nome comunemente usato per identificare il cascame costituito dalle fibre ricavate durante le operazioni di stigliatura e pettinatura di piante come il cotone, la canapa, o il lino.

## Utilizzo
La stoppa può essere utilizzata come materia grezza adatta ad imballare o imbottire. Più specificatamente, può essere impiegata nei seguenti modi:
- filata, nella fabbricazione di spaghi e cordami, dopo essere sottoposta a cardatura e a passaggi di stiro
- come guarnizione idraulica, quasi sempre usando la fibra di canapa
- per il calafataggio delle imbarcazioni di legno, dopo essere stata catramata
- come innesco o miccia per le artiglierie e gli ordigni esplosivi[2]
- come lucignolo[3], ovvero asse di una candela, prodotto intrecciandone i fili, e utilizzato nelle lampade a olio o petrolio.